# Elvanpaşa, Sinanpaşa
Elvanpaşa là một xã thuộc huyện Sinanpaşa, tỉnh Afyonkarahisar, Thổ Nhĩ Kỳ. Dân số thời điểm năm 2011 là 319 người.